# Erreway en concierto
 Erreway en concierto (Erreway in concerto) è un album dal vivo del gruppo musicale argentino Erreway, pubblicato il 19 settembre 2006 in Spagna.

## Tracce
I testi sono stati scritti da Cris Morena, Silvio Furmansky, Novello Gustavo e Carlos Nilson.
1. Rebelde Way
2. Bonita de más
3. Te soñé
4. Perder un amigo
5. Te dejé (Piru Sáez)
6. Vale la pena
7. Sweet Baby
8. Aún Ahora
9. Pretty Boy
10. Inmortal
11. Mi vida
12. Tiempo
13. No Soy Así (Victoria Maurette)
14. We Will Rock You (Victoria Maurette, Piru Sáez, Jazmín Beccar Varela, Diego Child)
15. Será porque te quiero
16. Sweet Baby
17. Rebelde Way
18. Resistiré

DVD
Il DVD include tutti i video dal vivo
1. Rebelde Way
2. Bonita de más
3. Te soñé
4. Perder un amigo
5. Te dejé (Piru Sáez)
6. Vale la pena
7. Sweet Baby
8. Aún ahora
9. Pretty Boy
10. Inmortal
11. Mi vida
12. Tiempo
13. No Soy Así (Victoria Maurette)
14. We Will Rock You (Victoria Maurette, Piru Sáez, Jazmín Beccar Varela, Diego Child)
15. Será porque te quiero
16. Sweet Baby
17. Rebelde Way
18. Resistiré

## Formazione
Gruppo
- Felipe Colombo – voce
- Benjamín Rojas – voce
- Camila Bordonaba – voce
- Luisana Lopilato – voce

Con la partecipazione di
- Victoria Maurette – voce
- Piru Sáez – voce
- Jazmín Beccar Varela – voce
- Diego Child – voce